# Parionina pacifica
Parionina pacifica är en kräftdjursart som beskrevs av Hugo Frederik Nierstrasz och Brender a Brandis1929. Parionina pacifica ingår i släktet Parionina och familjen Bopyridae. Inga underarter finns listade i Catalogue of Life.